# Madona de la torre de los Frisones
La Madona de la torre de los Frisones es una escultura de la Virgen María con el Niño Jesús. Fechada hacia 1370-1380 y atribuida a un artista local, esta obra constituye uno de los mejores y más antiguos ejemplares de las bellas Madonas, género artístico popular en la escultura centroeuropea de la primera mitad del siglo xv. Actualmente se exhibe en el Museo Schnütgen, en Colonia, Alemania.

## Historia
Fuentes sin verificar del siglo xix, época en que la estatua fue traslada al museo, citan como lugar de origen la torre de los Frisones de Colonia, antigua puerta de la ciudad demolida en 1882, motivo por el que la imagen es conocida como Madona de la torre de los Frisones.

## Descripción
La estatua, realizada en madera de nogal y dotada de un desarrollo corporal ligeramente sinuoso, muestra a la Virgen con el Niño Jesús erguido. El manto de la Madona está delicadamente drapeado, con una concentración de pliegues tubulares en la cadera izquierda, debajo del infante, terminando en la rodilla y dejando la túnica al descubierto. Todo el tejido está sujeto al cuerpo, con la ondulada verticalidad de la talla acompañada de un medido equilibrio de figuras arqueadas y pliegues planos y carentes de volumen.
El estado de conservación es óptimo en términos generales, manteniéndose la descolorida policromía original. No obstante, tanto a la Virgen como al Niño les falta el antebrazo derecho.

## Análisis
Los rasgos estilísticos de la estatua se pueden relacionar con las esculturas de la puerta de San Pedro en la entrada sur de la Catedral de Colonia, atribuibles al círculo de los Parler, importante familia de arquitectos y escultores (las estatuas originales se conservan en el Kolumba, museo diocesano de la ciudad). La imagen de la Virgen y el Niño es contemporánea de los Parler aunque pertenece a un campo artístico diferente, en el cual las telas son tratadas de una manera menos directa y se resaltan más las carnaciones. En base a esto, la obra puede fecharse en el periodo 1370-1380; esta datación la convierte en uno de los ejemplos más antiguos de la corriente de las bellas Madonas y, al mismo tiempo, en uno de los más valiosos. Las bellas Madonas eran estatuas de carácter exclusivamente devocional, sin reliquias en su interior y siempre definidas por un estilo depurado e idealizado, con su máxima difusión en Europa Central en la primera mitad del siglo xv.